# Tyler Roberts
Pour l’article homonyme, voir Tyler Roberts (football, 2003).
Tyler D'Whyte Roberts, né le 12 janvier 1999 à Gloucester (Angleterre), est un footballeur international gallois qui évolue au poste d'attaquant à Northampton Town, en prêt de Birmingham City.

## Biographie

### En club

#### West Bromwich Albion
Formé à West Bromwich Albion, Tyler Roberts prend part à sa première rencontre au niveau professionnel en entrant en cours de jeu face au Liverpool FC en Premier League le 15 mai 2016. Il est alors âgé de dix-sept ans.

##### Prêt à Oxford United
Le 28 juillet 2016, il est prêté à Oxford United jusqu'au mois de janvier 2017. Il inscrit deux buts en vingt-deux matchs toutes compétitions confondues avec le club pensionnaire de League One avant de réintégrer l'effectif de West Bromwich Albion.

##### Prêt à Shrewsbury Town
Le 17 janvier 2017, il part de nouveau en prêt vers un club de League One, cette fois à Shrewsbury Town jusqu'à la fin de la saison. Il inscrit quatre buts en treize matchs avant de se blesser début avril, ce qui met un terme à son prêt.

##### Prêt au Walsall FC
Le 25 août 2017, Tyler Roberts est cédé en prêt pour une saison au Walsall FC. Le lendemain, il joue son premier match avec le club de troisième division anglaise contre Bradford City. Il se démarque en inscrivant le deuxième but de son équipe (3-3). Au total, il inscrit cinq buts en dix-neuf rencontres avant d'être rappelé de son prêt par West Bromwich Albion en janvier 2018.

#### Leeds United et après
Tyler Roberts s'engage dans la foulée pour quatre ans et demi avec Leeds United le 31 janvier 2018. Blessé à l'entraînement en février 2018, le jeune attaquant gallois est éloigné des terrains durant toute la seconde partie de la saison 2017-2018. Il fait finalement ses débuts avec Leeds United lors d'un match de League Cup contre les Bolton Wanderers le 14 août 2018 (victoire 2-1).
Le 21 juin 2023, il rejoint Birmingham City.

### En sélection nationale
Né en Angleterre, Tyler Roberts choisit très tôt de porter les couleurs du pays de Galles, dont ses grands-parents sont originaires. Il porte le brassard de capitaine à plusieurs reprises chez les moins de 17 ans et les moins de 19 ans. En mai 2015, Roberts est invité à s'entraîner avec l'équipe du pays de Galles A, il est alors âgé de seize ans. De nouveau convié avec l'équipe première du pays de Galles en juin 2016, Tyler Roberts est convoqué pour la première fois par le sélectionneur Ryan Giggs le 29 août 2018. Le 6 septembre 2018, Tyler Roberts honore sa première sélection avec l'équipe nationale du pays de Galles en entrant en jeu en seconde période à l'occasion d'un match de Ligue des nations remporté face à l'Irlande (4-1).

## Statistiques
| Saison                | Club                       | Championnat           | Championnat | Championnat | Coupe nationale | Coupe nationale | Coupe de la Ligue | Coupe de la Ligue | Football League Trophy | Football League Trophy | Pays de Galles | Pays de Galles | Total | Total |
| Saison                | Club                       | Division              | M.          | B.          | M.              | B.              | M.                | B.                | M.                     | B.                     | M.             | B.             | M.    | B.    |
| 2015-2016             | West Bromwich Albion       | Premier League        | 1           | 0           | -               | -               | -                 | -                 | -                      | -                      | -              | -              | 1     | 0     |
| Sous-total            | Sous-total                 | Sous-total            | 1           | 0           | -               | -               | -                 | -                 | -                      | -                      | -              | -              | 1     | 0     |
| 2016-2017             | Oxford United (prêt)       | League One            | 14          | 0           | 3               | 1               | 2                 | 0                 | 3                      | 1                      | -              | -              | 22    | 2     |
| 2016-2017             | Shrewsbury Town (prêt)     | League One            | 13          | 4           | -               | -               | -                 | -                 | -                      | -                      | -              | -              | 13    | 4     |
| 2017-2018             | Walsall FC (prêt)          | League One            | 17          | 5           | 1               | 0               | -                 | -                 | 1                      | 0                      | -              | -              | 19    | 5     |
| Sous-total            | Sous-total                 | Sous-total            | 44          | 9           | 4               | 1               | 2                 | 0                 | 4                      | 1                      | -              | -              | 54    | 11    |
| 2018-2019             | Leeds United               | Championship          | 28          | 3           | 1               | 0               | 2                 | 0                 | -                      | -                      | 6              | 0              | 37    | 3     |
| 2019-2020             | Leeds United               | Championship          | 23          | 4           | -               | -               | -                 | -                 | -                      | -                      | 1              | 0              | 24    | 4     |
| 2020-2021             | Leeds United               | Premier League        | 27          | 1           | -               | -               | 1                 | 0                 | -                      | -                      | 8              | 0              | 36    | 1     |
| 2021-2022             | Leeds United               | Premier League        | 23          | 1           | -               | -               | 3                 | 0                 | -                      | -                      | 4              | 0              | 30    | 1     |
| Sous-total            | Sous-total                 | Sous-total            | 101         | 9           | 1               | 0               | 6                 | 0                 | -                      | -                      | 19             | 0              | 127   | 9     |
| 2022-2023             | Queens Park Rangers (prêt) | Championship          | 18          | 3           | 1               | 0               | 1                 | 1                 | -                      | -                      | 1              | 0              | 21    | 4     |
| Sous-total            | Sous-total                 | Sous-total            | 18          | 3           | 1               | 0               | 1                 | 1                 | -                      | -                      | 1              | 0              | 21    | 4     |
| 2023-2024             | Birmingham City            | Championship          | 17          | 0           | 2               | 0               | -                 | -                 | -                      | -                      | -              | -              | 19    | 0     |
| 2024-2025             | Birmingham City            | Championship          | -           | -           | -               | -               | 2                 | 0                 | -                      | -                      | -              | -              | 2     | 0     |
| Sous-total            | Sous-total                 | Sous-total            | 17          | 0           | 2               | 0               | 2                 | 0                 | -                      | -                      | -              | -              | 21    | 0     |
| 2024-2025             | Northampton Town (prêt)    | League One            | 16          | 0           | -               | -               | -                 | -                 | 2                      | 0                      | -              | -              | 18    | 0     |
| Sous-total            | Sous-total                 | Sous-total            | 16          | 0           | -               | -               | -                 | -                 | 2                      | 0                      | -              | -              | 18    | 0     |
| Total sur la carrière | Total sur la carrière      | Total sur la carrière | 197         | 21          | 8               | 1               | 11                | 1                 | 6                      | 1                      | 20             | 0              | 242   | 24    |

## Palmarès

### En club
- Leeds United
  - Champion d'Angleterre de deuxième division en 2020.